# Hugo Fernández Panconi
Hugo Fernandez Panconi (20 de septiembre de 1963, Villa Atuel, provincia de Mendoza) es un músico, guitarrista, autor, compositor y escritor argentino.  

## Biografía

### Carrera
Ha integrado distintas propuestas musicales que abarcan desde el folklore argentino a la música caribeña pasando por el tango y algunas expresiones de fusión, hasta llegar a sus propias canciones, donde este recorrido se manifiesta.
Es miembro fundador de Talastilla, agrupación de trabajo cultural responsable del Festival de la Canción Social, en el Espacio Cultural Nuestros Hijos ECUNHI, Buenos Aires 2009. Coordina espacios de expresión en  Organizaciones Sociales, y Agrupaciones Políticas  desde donde milita para influir y aportar a la consolidación de una cultura nacional y popular

## Discografía

### Como solista
- El lugar de uno (1998)
- Cielo de los desventurados (2002)
- Amores nómades (2006)
- Es con guitarra (2012)

## Obras
- La melga y la estrella, apuntes sobre la dependencia simbólica (Editorial Capiangos, 2014)

## Premios y nominaciones
| Año  | Trabajo nominado           | Premio           | Categoría                                             | Resultado |
| ---- | -------------------------- | ---------------- | ----------------------------------------------------- | --------- |
| 2002 | Cielo de los desventurados | Premios (Gardel) | Mejor CD del año categoría canción de raíz folklórica | Nominado  |